# Người Ostrogoth

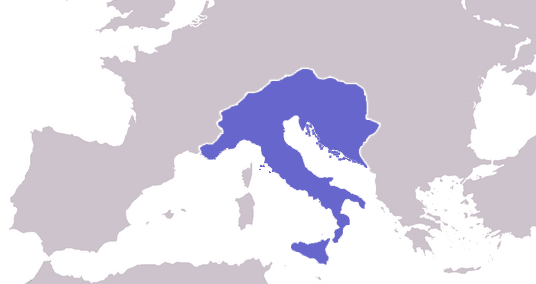
Bản đồ vương quốc Ostrogoth bao gồm Italia và vùng Balkan

Đông Goth là một nhánh của người Goth (nhánh còn lại là Tây Goth), là một bộ tộc Đông Germanic đã đóng vai trò quan trọng tới nhiều sự kiện chính trị trong những thập kỉ cuối cùng của Đế chế La Mã.
Xâm lược xuống phía nam từ khu vực biển Baltic, người Goth đã xây nên một đế chế khổng lồ gọi là Oium trải dài từ sông Don cho tới sông Dniester (Ukraina ngày nay) và từ biển Đen cho tới các đầm lầy Pripet (nam Belarus). Vương quốc này đạt đến thời kỳ đỉnh cao dưới thời vua Ermanaric, người được cho là đã tự vẫn khi người Hung Nô tấn công và chinh phục vương quốc này vào khoảng năm 370. Sau sự sụp đổ của Đế quốc Hung Nô năm 455, người Ostrogoth dưới sự lãnh đạo của Theodoric Đại đế tiếp tục mở rộng lãnh thổ, đầu tiên là tới Moesia (khoảng 475–488) và sau đó là Italia. Tại đây, người Ostrogoth đã thành lập nên Vương quốc Ý, một nhà nước tồn tại ngắn ngủi kế thừa từ Đế quốc Tây La Mã.
Ostrogoth đạt đến đỉnh cao sức mạnh dưới sự trị vì của Theodoric Đại đế, người đã bảo trợ cho những nhân vật La Mã thời kỳ cuối như Boethius và Cassiodorus, vào khoảng 20 năm đầu của thế kỷ thứ 6. Tuy nhiên đến giữa thế kỷ thì vương quốc Ostrogoth đã bị quân đội của Justinian I chinh phục trong Chiến tranh Goth (535–555), một cuộc chiến đã để lại sự tàn phá nặng nề cho Italia.

## Người Greuthungi và Ostrogothi
Người Greuthungi lần đầu tiên được nhắc đến bởi Ammianus Marcellinus, trong tác phẩm của ông không sớm hơn năm 392 và có lẽ là sau đó, năm 395, và dựa trên những ghi chép lại của ông, từ lời của một thủ lĩnh người Tervingi, người đã được chứng thực trước đó vào năm 376  Người Ostrogoth lần đầu tiên được nhắc đến tên là trong một tài liệu có niên đại tháng 9 năm 392 từ Milan. Claudian đề cập đến rằng họ cùng với người Gruthungi sinh sống ở Phrygia. Theo Herwig Wolfram, các nguồn chính có thể đã sử dụng thuật ngữ Tervingi / Greuthungi hoặc Vesi / Ostrogothi và không bao giờ kết hợp các cặp Tất cả bốn tên đó đã được sử dụng cùng nhau, nhưng cặp đôi luôn luôn được giữ nguyên như trong Gruthungi, Austrogothi, Tervingi, Visi.Jordanes đã đồng nhất các vị vua Visigoth từ Alaric I tới Alaric II là những người kế tục của vị vua Tervingi thế kỷ thứ tư Athanaric và cac vị vua Ostrogoth bắt đầu từ Theodoric Đại đế tới Theodahad như những người kế tục của vua Greuthungi Ermanaric. Theo tác phẩm Getica của Jordanes, khoảng năm 400, người Ostrogoth được cai trị bởi Ostrogotha và lấy tên của họ từ "cha đẻ của Ostrogoth", nhưng những sử học hiện đại thường đưa ra giả thuyết ngược lại, rằng Ostrogotha được đặt tên theo tên dân tộc
Tên gọi Greuthungi và Tervingi ngày càng ít được sử dụng một thời gian ngắn sau năm 400 Nói chung, thuật ngữ chỉ sự phân chia giữa những người Goth biến mất dần sau khi họ tiến vào đế chế La Mã. Tuy vậy, thuật ngữ "Visigoth",đã được đặt ra vào thế kỷ thứ sáu. Cassiodorus, một người La Mã, làm việc dưới quyền của Theodoric Đại đế, đã đặt ra thuật ngữ "Visigothi" để phân biệt với "Ostrogothi".

## Từ nguyên
"Greuthungi" có thể có nghĩa là "cư dân thảo nguyên" hoặc "cư dân của bờ biển đá sỏi". Nguồn gốc của phần greut-có lẽ là liên quan đến từ greot trong tiếng Anh cổ có nghĩa là "phẳng"  Điều này được hỗ trợ bởi bằng chứng là các mô tả địa lý thường được sử dụng để phân biệt những người sống ở phía bắc của Biển Đen cả trước và sau khi người Goth định cư ở đó và do thiếu bằng chứng về sự xuất hiện sớm hơn cho các cặp tên Tervingi-Greuthungi là vào cuối thế kỷ thứ ba.

## Lịch sử

### Khởi nguồn

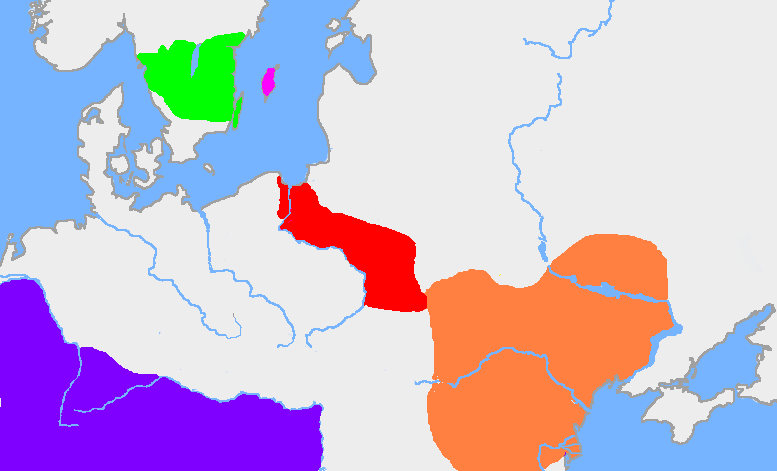
traditional Götaland
đảo Gotland
Văn hóa Wielbark vào đầu thế kỉ 3rd
Văn hóa Chernyakhov, vào đầu thế kỉ thứ 4
Đế quốc La Mã

Người Goth mãi cho đến cuối thế kỉ thứ 3 SCN mới được đề cập đến trong một số nguồn khi mà họ dường như đã chia thành ít nhất hai nhóm, người Greuthungi ở phía đông và người Tervingi ở phía tây, hai bộ lạc người Goth đã chia sẻ nhiều khía cạnh, đặc biệt là công nhận một vị thần bảo trợ mà những người La Mã gọi tên là thần Mars. Điều này được gọi là "chia ra", hoặc thích hợp hơn, sự tái định cư của bộ lạc phía tây vào tỉnh Dacia của La Mã như là một kết quả tự nhiên của sự bão hòa dân số ở khu vực phía bắc của Biển Đen. Người Goths ở Dacia đã thiết lập một vương quốc rộng lớn và hùng mạnh trong thế kỷ thứ ba và thứ tư giữa sông Danube và sông Dniepr ở những nơi bây giờ là România, Moldova và miền tây Ukraina. Đây là một nhà nước đa bộ tộc được cai trị bởi một tầng lớp quý tộc Goth nhưng cũng là nơi sinh sống của nhiều bộ tộc khác liên quan đến nhau nhưng đa ngôn ngữ, bao gồm người Sarmatia nói tiếng Iran, người Gepids nói tiếng Đức, người Dacia nói tiếng Thracia, và các bộ lạc nhỏ người Celt và Thracia khác và có thể có người Slav

### Các cuộc xâm lược của người Hung
Sự nổi lên của người Hung khoảng năm 370 đã chôn vùi các vương quốc của người Goth. Nhiều người Goth di cư vào vùng đất của người La Mã tại khu vực Balkan, trong khi những người khác vẫn còn phía bắc của sông Danube dưới sự cai trị của người Hung. Họ đã trở thành một trong những chư hầu của người Hung tham chiến ở châu Âu, như trong trận Chalons năm 451. Một số cuộc nổi dậy chống lại người Hung đã bị đàn áp. Khi mà quyền bá chủ của người Hung sụp đổ trong giai đoạn năm 450, nó đã dẫn đến một thời kì biến động hơn nữa trong các vùng đất phía bắc của sông Danube, trong đó hầu hết cư dân người Goth cư trú trong khu vực đã di cư đến khu vực Balkan. Đó là nhóm người được biết đến như là người Ostrogoth.
Những ghi chép lịch sử của họ bắt đầu với sự độc lập của họ khỏi phần còn lại của Đế quốc Hung sau cái chết của Attila người Hung trong năm 453. Liên minh với chư hầu và kẻ thù cũ, người Gepid và người Ostrogoth dưới sự lãnh đạo của Theodemir đã đập tan quyền lực của con Attila trong trận Nedao vào năm 454.
Người Ostrogoth lúc này bước vào các mối quan hệ với Đế quốc La Mã, và được phép định cư trên các vùng đất ở Pannonia.

### Vương quốc ở Ý
Vị vua vĩ đại nhất trong tất cả các vị vua Ostrogoth, vị vua tương lai Theodoric Đại đế (mà tên ông có nghĩa là "vua của thần dân") của vương quốc Ostrogoth, là con trai của Theodemir và ông được sinh ra trong khoảng năm 454, ngay sau trận Nedao. Ngay từ lúc còn nhỏ tuổi, Theodoric đã phải tới kinh thành Constantinopolis làm con tin để đảm bảo thỏa ước giữa người Đông Goth và đế quốc Đông La Mã, tại đó ông đã được giáo dục chu đáo. Phần đầu của cuộc đời ông đã có mối liên quan mật thiết đên hàng loạt những tranh chấp khác nhau, những âm mưu và các cuộc chiến tranh ở bên trong đế quốc Byzantine, mà trong đó đối thủ của ông,Theodoric Strabo, lại là một người họ hàng xa của Theodoric Đại đế và là con trai của Triarius. Vị Theodoric lớn tuổi dường như đã là một vị thủ lĩnh, nhưng không phải là một vị vua, của một nhánh người Ostrogoth đã định cư bên trong đế quốc vào thời kì trước đó. Theodoric Đại đế, như đôi khi ông được phân biệt, đôi khi là người bạn, đôi khi lại là kẻ thù của đế quốc. Trong vai trò đầu tiên, ông đã mặc trang phục cùng với những tước vị La Mã và các chức vụ khác nhau, như là quý tộc và chấp chính quan, nhưng dù gì đi nữa, ông vẫn là vua của dân tộc Ostrogoth.
Dưới triều đại của ông, Theodoric, một tín đồ giáo phái Arian, đã cho phép "tự do tôn giáo", một điều đã không được thực hiện trước đó. Tuy nhiên, ông đã cố gắng nhân nhượng Giáo hoàng và đã cố gắng để giữ cho liên minh của ông với giáo hội được bền vững. Ông cũng nhận thấy rằng Giáo hoàng không chỉ là nhân vật cai quản giáo hội mà còn đối với toàn bộ thành Roma.